# Ylia
Ylia – substancja próchnicza powstała w wyniku rozkładu niektórych law.